# Le Médecin dément de l'île de sang
Pour plus de détails, voir Fiche technique et Distribution.
Le Médecin dément de l'île de sang (The Mad Doctor of Blood Island) est un film d'horreur philippin réalisé par Gerardo de León et Eddie Romero, tourné en anglais et sorti en 1969.
Ce film est le troisième d'une série de quatre films d'horreur philippins produits par Eddie Romero et Kane W. Lynn qui inclut Terror is a Man (1959), Brides of Blood (1968) et Beast of Blood (1970).
.

## Synopsis
Un homme et une femme se rendent sur une île où un savant fou, le Docteur Lorca, fait des expériences sur des humains. Il remplace leur sang par de la chlorophylle, ce qui les transforme en monstres.

## Fiche technique
- Titre : Le Médecin dément de l'île de sang
- Titre original : The Mad Doctor of Blood Island
- Réalisation : Gerardo de León et Eddie Romero
- Scénario : Reuben Canoy
- Photographie : Justo Paulino
- Musique : Tito Arevalo
- Production : Kane W. Lynn, Beverty Miller et Eddie Romero
- Société de production : Hemisphere Pictures
- Pays d'origine :  Philippines
- Format : Couleurs - 1,85:1 - Mono
- Durée : 89 minutes
- Date de sortie : 1969 (Philippines), 11 mai 1969 (États-Unis), 26 janvier 1972 (France)

## Distribution
- John Ashley : Dr Bill Foster
- Angelique Pettyjohn : Sheila Wilard
- Ronald Remy : Dr Lorca
- Alicia Alonzo : Marla
- Ronaldo Valdez : Carlos Lopez
- Tita Muñoz : Mlle Lopez
- Tony Edmunds : Willard
- Alfonso Carvajal : Ramu
- Bruno Punzalan : Razak

## Production
Le budget du film est estimé à 125 000 dollars. Le film est sorti aux États-Unis en programmation double avec le film d'horreur allemand Le Vampire et le Sang des vierges d'Harald Reinl. À chaque fois que le monstre apparaît dans le film, des effets de zooms et de dézooms rapides surviennent.